# Скаржиньский, Хенрык
Хенрык Скаржиньский пол. Henryk Skarżyński, (1954 в Росохате-Косьцельне) — польский врач, оториноларинголог, аудиолог, фониатр, создатель и директор Варшавского Института Физиологии и Патологии Слуха и Международного Центра Слуха и Речи в Каетанах.

## Биография
Профессор Скаржиньский — автор и соавтор многочисленных научных работ, научный руководитель докторских диссертаций, член научных международных ассоциаций. Это первый хирург в Польше, который выполнил кохлеарную имплантацию (1992), возвращая возможность слышать взрослому человеку с частичной глухотой. Автор программы лечения частичной глухоты у пациентов с кохлеарными имплантатами (PDT), которую он провел впервые в мире на взрослом человеке в 2002 и на ребенке в 2004.
Является главным редактором оториноларингологического журнала Journal of Hearing Science.

## Научная карьера
- 1979 — выпускник Медицинского Факультета Варшавского Медицинского университета
- 1983 — кандидат медицинских наук
- 1989 — доктор медицинских наук
- 1993 — внештатный профессор (лат. professor extraordinarius) Варшавского Медицинского университета
- 1995 — профессор медицинских наук
- 2011 — доктор honoris causa Академии специального образования им. Марии Гжегоровской в Варшаве

## Достижения

### Профессиональные
- 1992 — Внедрение в Польше программы лечения глухоты с использованием кохлеарной имплантации[3].
- 1998 — Внедрение в Польше программы лечения глухоты и раковых изменений с использованием стволомозговой имплантации.
- 1998 — Внедрение в Польше программы раннего обнаружения нарушений слуха у новорождённых детей и младенцев.
- 1999 — оригинальная программа всеобщих исследований слуха, речи и зрения по Интернету.
- 2002 — 12 июля первая в мире операция кохлеарной имплантации взрослого пациента с частичной глухотой[3].
- 2003 — первая в Польше операция кохлеарной имплантации среднего уха. Несколько десятков новых клинических процедур.
- 2004 — сентябрь — первая в мире операция ребенка с частичным нарушением слуха[4].

### Научные
- 2001 — разработка оригинальных способов реконструктивной хирургии среднего уха с использованием аллопластических материалов (стеклянные иономеры)[5]
- 2002 — разработка новых приборов для обследования и диагностики — аудиометр Kuba Mikro[6]
- 2002 — разработка PDCI (Partial Deafness cochlear implantation — кохлеарной имплантации частичной глухоты) — уникальный метод лечения частичной глухоты (PDT — Partial Deafness Treatment — лечение частичной глухоты), который позволяет улучшить качество слуха, используя кохлеарный имплантат, сохраняя имеющийся ранее слух[7].

### Медицинские
- 2000 — разработка по заданиям министра здравоохранения оригинальных компьютерных программ ранней диагностики нарушений слуха, речи и зрения[8].
- 2004 — разработка программ телемедицины: Клиника Домашней Реабилитации[9]
- 2005 — разработка новых устройств для универсального скрининга слуха — Аудиометр S (Audiometer S)
- 2005 — первое соединение импланта и слухового аппарата в одном ухе
- 2007 — Telefitting — разработка первой в мире системы постоянного дистанционного контроля над работой и возможностями установки имплантата пациентам в каком угодно месте их пребывания.
- 2009 — развитие первого в мире устройства «Платформа Исследований Органов Чувств», которое оценивает нарушения слуха, речи и зрения с помощью скрининга[10]

### Организационные
- 1993 — Основатель Диагностико-Медицинского Реабилитационного центра для глухих и слабослышащих людей «Cochlear Center» — второй такого рода центр в Европе[11]
- 1996 — Создатель и директор Института физиологии и патологии слуха в Варшаве[12]
- 2003 — Создатель и основатель Международного Центра слуха и речи в Каетанах[9]
- 2008 — первая в мире двусторонняя стволомозговая имплантация[13]
- 2010 — организатор Международного Центра лечения частичной глухоты в Каетанах[14]

## Награды, отличия и почести
- 1983—2000 Четырёхкратная награда ректора Варшавского Медицинского Университета Профессору Хенрыку Скаржиньскому
- 1983 — Научная награда руководства Польского Общества Отоларингологов Хирургов Головы и Шеи им. проф. Яна Медоньского
- 1985 — Награда в Национальном Польском Научном Конкурсе им. Тытуса Халубиньского
- 1993
  - Награда Польского Бизнес Клуба Профессору Хенрыку Скаржиньскому за «Событие в медицине 1992»
  - Титул «Житель города Варшава 1992» («Warszawiak Roku 1992») за событие года, признанное Профессору Хенрыку Скаржиньскому читателями Вечернего Экспресса и телезрителями Варшавского Телевизионного Центра
- 1994 — Награда «Почётный Серебряный Туз» («Honorowy Srebrny As»), присужденная Polish Promotion Corporation
- 2000 — Награда Комитета Научных Исследований и телевизионного научного журнала «Протон» за выдающиеся научные достижения — «Программа стволомозговой имплантации в Польше»
- 2000 — Орден Возрождения Польши
- 2002 — "Eskulap 2001″ награда в категории «врач-специалист» Мазовецкого Воеводства, присужденная Польской Национальной Сетью Медицинской Информации и Мазовецкой Кассой Больных
- 2003
  - Награда ректора Горнопромышленной-Металлургической Академии им. С. Сташица в Кракове «Прочный След» («Trwały Ślad») Профессору Хенрыку Скаржиньскому — Директору Института Физиологии и Патологии Слуха за особые достижения в здравоохранении
  - Награда города Варшава Профессору Хенрыку Скаржиньскому в признании заслуг для Столицы Республики Польша, присужденная Мэрией города Варшава
  - Медаль и титул Новаторство за представление на Международной Ярмарке Экономических и Научных Новшеств INTARG 2003 новое решение под названием «Скрининг Устройство Kuba — Mikro», присвоенные Жюри
- 2004
  - Медаль «Gloria Medicinae» Профессору Хенрыку Скаржиньскому, присвоенная Председателем Польской Медицинской Ассоциации
  - Диплом «Более красивая Польша» («Piękniejsza Polska») Движения «Более красивая Польша» под патронажем Президента Польши Александра Квасьневского
  - Диплом «Успех Года 2004» — лидер Медицины в области Здравоохранения, присвоенный издательством Termedia
- 2005
  - Офицерский Крест «Merite de I’Invention» Королевства Бельгии
  - Награда Доверия «Золотой Отис 2004»
- 2007
  - Специальная Награда «Человек Года 2007 в Здравоохранении»
  - Титул «Человек Успеха 2006»
- 2008
  - Отличие Министерства Образования и Науки Румынии, присвоенное во время Brussels Expo — INNOVA 2008
  - Офицерский Крест «Labor Improdus Omnia Vincit» за научные достижения, присвоенный на Expo Brussels — INNOVA 2008
  - Командная награда I Степени Профессору Хенрыку Скаржиньскому
- 2009
  - Награда «Золотой Скальпель 2008»
  - Награда «Bene Meritum»
- 2010
  - Профессор Хенрык Скаржиньский Почетный Гражданин Города Варшава
  - «Оскар Польского Бизнеса XX»
  - Диплом на XLIV Конгрессе Польского Общества Оториналарингологов — Хирургов Головы и Шеи
  - Отличие «Золотой Скальпель 2010»
  - Украинский Ордер За Заслуги (за выдающиеся достижения в развитии Польско-Украинских отношений)
- 2011
  - Медаль «За Заслуги Варшавского Музыкального Университета им. Фредерика Шопена»
  - пятый в Списке Ста Наиболее Влиятельных Людей Здравоохранения 2010
  - Медаль Почести, присвоенная Михаилом Саакашвили (Грузия)
  - Медаль им. проф. Тытуса Халубиньского
  - Награда Ecce Homo[15][16]
- 2024
  - Орден Белого орла[17]